# Bobsleigh en los Juegos Olímpicos de Pekín 2022
Las competiciones de bobsleigh en los Juegos Olímpicos de Pekín 2022 se realizaron en el Centro Nacional de Deportes de Deslizamiento, ubicado en el distrito de Yanqing, 60 km al noroeste de Pekín, del 13 al 20 de febrero de 2022.
En total se disputaron en este deporte cuatro pruebas diferentes, dos masculinas y dos femeninas.

## Calendario
- Hora local de Pekín (UTC+8).

| \| Fecha \| Hora \| Evento \| \| ------------- \| ----- \| ----------------------------- \| \| 13 de febrero \| 09:30 \| Individual F (carreras 1 y 2) \| \| 14 de febrero \| 09:30 \| Individual F (carreras 1 y 2) \| \| 14 de febrero \| 20:15 \| Doble M (carreras 3 y 4) \| \| 15 de febrero \| 20:05 \| Doble M (carreras 3 y 4) \| \| 18 de febrero \| 20:00 \| Doble F (carreras 1 y 2) \| \| 19 de marzo \| 09:30 \| Cuádruple M (carreras 1 y 2) \| \| 19 de marzo \| 20:00 \| Doble F (carreras 3 y 4) \| \| 9 de marzo \| 09:30 \| Cuádruple M (carreras 3 y 4) \| |       |                               |
| Fecha | Hora  | Evento                        |
| 13 de febrero | 09:30 | Individual F (carreras 1 y 2) |
| 14 de febrero | 09:30 | Individual F (carreras 1 y 2) |
| 14 de febrero | 20:15 | Doble M (carreras 3 y 4)      |
| 15 de febrero | 20:05 | Doble M (carreras 3 y 4)      |
| 18 de febrero | 20:00 | Doble F (carreras 1 y 2)      |
| 19 de marzo | 09:30 | Cuádruple M (carreras 1 y 2)  |
| 19 de marzo | 20:00 | Doble F (carreras 3 y 4)      |
| 9 de marzo | 09:30 | Cuádruple M (carreras 3 y 4)  |

## Medallistas

### Masculino
| Evento                         | Oro                                                                                           | Plata                                                                                      | Bronce                                                                              |
| ------------------------------ | --------------------------------------------------------------------------------------------- | ------------------------------------------------------------------------------------------ | ----------------------------------------------------------------------------------- |
| Doble (14 y 15 de febrero)     | Francesco Friedrich · Thorsten Margis · Alemania · 3:56,89                                    | Johannes Lochner · Florian Bauer · Alemania · 3:57,38                                      | Christoph Hafer · Matthias Sommer · Alemania · 3:58,58                              |
| Cuádruple (19 y 20 de febrero) | Francesco Friedrich · Thorsten Margis · Candy Bauer · Alexander Schüller · Alemania · 3:54,30 | Johannes Lochner · Florian Bauer · Christopher Weber · Christian Rasp · Alemania · 3:54,67 | Justin Kripps · Ryan Sommer · Cameron Stones · Benjamin Coakwell · Canadá · 3:55,09 |

### Femenino
| Evento                          | Oro                                             | Plata                                                      | Bronce                                                          |
| ------------------------------- | ----------------------------------------------- | ---------------------------------------------------------- | --------------------------------------------------------------- |
| Individual (13 y 14 de febrero) | Kaillie Humphries · Estados Unidos · 4:19,27    | Elana Meyers Taylor · Estados Unidos · 4:20,81             | Christine de Bruin · Canadá · 4:21,03                           |
| Doble (18 y 19 de febrero)      | Laura Nolte · Deborah Levi · Alemania · 4:03,96 | Mariama Jamanka · Alexandra Burghardt · Alemania · 4:04,73 | Elana Meyers Taylor · Sylvia Hoffman · Estados Unidos · 4:05,48 |

## Medallero
| Núm. | País           | Oro | Plata | Bronce | Total |
| ---- | -------------- | --- | ----- | ------ | ----- |
| 1    | Alemania       | 3   | 3     | 1      | 7     |
| 2    | Estados Unidos | 1   | 1     | 1      | 3     |
| 3    | Canadá         | 0   | 0     | 2      | 2     |
|      | TOTAL          | 4   | 4     | 4      | 12    |